# Hypersten
Hypersten är ett rombiskt kristalliserande pyroxenmineral innehållande järn och magnesium. Sedan 1988 är det ett diskrediterat mineralnamn. Sammansättningen ligger mellan ändleden enstatit Mg2[Si2O6] och ferrosilit Fe2[Si2O6]. Mineralet har svart till svartbrun färg, glasglans och tydliga genomgångar. Hypersten förekommer i basiska eruptiva bergarter, såsom hyperstengabbro, norit och hyperit.